# Десетогодишњица Дизниленда
Десетогодишњица Дизниленда (енгл. Disneyland 10th Anniversary) је епизода из 1965. Чудесног света боја Волта Дизнија, емитована 3. јануара и 30. маја. Кратки филм је објављен 4. децембра 2001. на Walt Disney Treasures: Wave One и 2006. на Walt Disney Treasures: Your Host, Walt Disney.

## Опис
Почиње тако што амбасадор Дизниленда Џули Рајхм излаже планове за предстојеће атракције, укључујући То је мали свет, Пирати са Кариба и Уклето имање. Дизнијеви ликови прослављају десетогодишњицу Дизниленда представом испред Замка Успаване лепотице и парадом коју организују локални средњошколски бенд и навијачице. Волт Дизни препричава историју изградње парка, а затим обилази неке од атракција међу којима су Matterhorn Bobsleds, Авантура у џунгли, Flying Saucers, Mine Train Through Nature's Wonderland и Walt Disney's Enchanted Tiki Room. У позадини се чује диксиленд.